# Jan Olieslagers
Jan Olieslagers (vzdevek Antwerpški hudič), belgijski častnik, vojaški pilot in letalski as, * 4. maj 1883, Antwerpen, † 23. marec 1942, Antwerpen.
Poročnik Olieslagers je v svoji vojaški službi dosegel 6 zračnih zmag.

## Življenjepis
Olieslagers je bil prvi človek, ki je dosegel hitrost 100 km/h na motociklu. Leta 1902 je postal tudi motociklistični svetovni prvak (na Minervi); čez dve leti je zmagal na dirki Pariz-Bordeaux-Pariz.
Leta 1909 je kupil letalo in 31. marca 1910 dobil svoje pilotsko dovoljenje (kot peti Belgijec); v naslednjih 4 letih dosegel 7 svetovnih rekordov (npr. leta 1910 je dosegel višino 1.524 m in postavil nov svetovni letalski višinski rekord). Sodeloval je v številnih letalskih prireditvah v Belgiji, na Nizozemskem, v Afriki, v Franciji in v Španiji.
Ko so Nemci napadli in zavzeli Belgijo, se je skupaj z dvema bratoma pridružil oboroženim silam; istočasno so podarili svoje tri Blériot XI za vojne napore. V prvem zračnem spopadu je napadal sovražnikovo letalo, oborožen le s pištolo.
Med prvo svetovno vojno je opravil 491 bojnih poletov in bil udeležen v 97 bojih. Njegov uradni seštevek zračnih zmag je le 6 (po ena v 1915 in 1916 ter po dve v 1917 in 1918), saj sam ni velikokrat predložil, koliko letal je sestrelil; pravo število njegovih zračnih zmag je zato gotovo višje, a neznano.
Po koncu vojne se je vrnil v domači Antwerpen, kjer je leta 1923 odprl letališče Antwerpen.

## Zanimivosti
Po njem so poimenovali:
- asteroid 9684 Olieslagers (odkrit 24. septembra 1960 v Observatoriju Mt. Palomar; oznaka 4113 P-L)
- letalo OO-JAN
- cesto v Antwerpnu

## Odlikovanja
- red Leopolda II.
- vitez legije časti
- red svetega Stanislava
- Croix de Guerre
- Croix de Guerre (Francija)